# Blue Rose
Blue Rose è un gioco di ruolo fantasy pubblicato da Green Ronin Publishing nel 2005 e in Italia da Wyrd Edizioni nel 2006. L'ambientazione è un fantasy romantico che si ispira molto ai romanzi di Mercedes Lackey, Diane Duane e Marion Zimmer Bradley in contrasto allo stile di Robert E. Howard caratteristico della sword and sorcery. Nel fantasy romantico si pone maggior enfasi sulle tematiche sociali, le relazioni sentimentali dei protagonisti e le emozioni degli stessi. Ne deriva quindi che in Blue Rose questi aspetti siano privilegiati rispetto al combattimento, rendendolo un gioco più "sociale" se paragonato ai tipici giochi di ruolo.
Green Ronin in seguito ha pubblicato il sistema True20 che possiede meccaniche simili, ma è stato ideato per essere un sistema neutro, applicabile a qualsiasi genere.

## Ambientazione
Blue Rose è ambientata in un mondo chiamato Aldea, e molte campagne sono incentrate sul "Regno di Aldis". Aldis è una monarchia il cui regnante viene scelto  tramite intervento divino e non per ereditarietà. L'attuale regnante è la regina Jaellin, che prese il trono quando venne scelta dal "il Cervo Dorato", un essere che simboleggia il retto governo. Secondo gli standard fantasy Aldis è eterogeneo e tollerante, ed è chiaramente una sorta di stato idealizzato che dei giocatori con una sensibilità moderna e progressista sceglierebbero di difendere.
Aldis è minacciato da dissidi interni e da rivali esterni, inclusa una organizzazione criminale nota come Il Silenzio.

## Controversie
Alcuni elementi dell'ambientazione  sono stati considerati controversi da alcuni giocatori di ruolo. Alcuni critici hanno accusato gli autori di aver creato una ambientazione troppo moderna o politicamente corretta. L'influenza di romanzi come Le nebbie di Avalon, Le frecce di Valdemar e altri romanzi del ciclo di Un araldo per Valdemar di Mercedes Lackey è evidente in  molti elementi dell'ambientazione.
Il trattamento dell'omosessualità, ha sollevato critiche da parte dei giocatori più conservatori, tanto da far etichettare Blue Rose all'interno di differenti discussioni online, come il "gioco di ruolo dei gay". Tutto questo perché nel regno di Aldis l'omosessualità viene non solo tollerata, ma accettata alla stregua dell'eterosessualità. Il matrimonio omosessuale è comune e non scandalizza nessuno degli abitanti del regno. Nel Regno di Aldis inoltre sono considerati accettabili matrimoni che coinvolgono più di due parti. C'è da sottolineare comunque come il trattamento della sessualità occupi davvero una piccola porzione delle regole e non influenzi in maniera sostanziale il gioco in sé.
Le critiche al sistema di gioco evidenziano che nonostante l'ambientazione incoraggi la violenza come soluzione meno che nella maggior parte dei giochi fantasy, la maggior parte delle regole sono dedicate alla risoluzione del combattimento e manchi un sistema di risoluzione dettagliato dei conflitti sociali.
Nonostante queste obiezioni, Blue Rose ha avuto una buona accoglienza. Oltre al manuale base sono stati pubblicati due altri libri e almeno uno è in corso di produzione.